# 伯恩斯海崖
70°22′S 67°56′W / 70.367°S 67.933°W

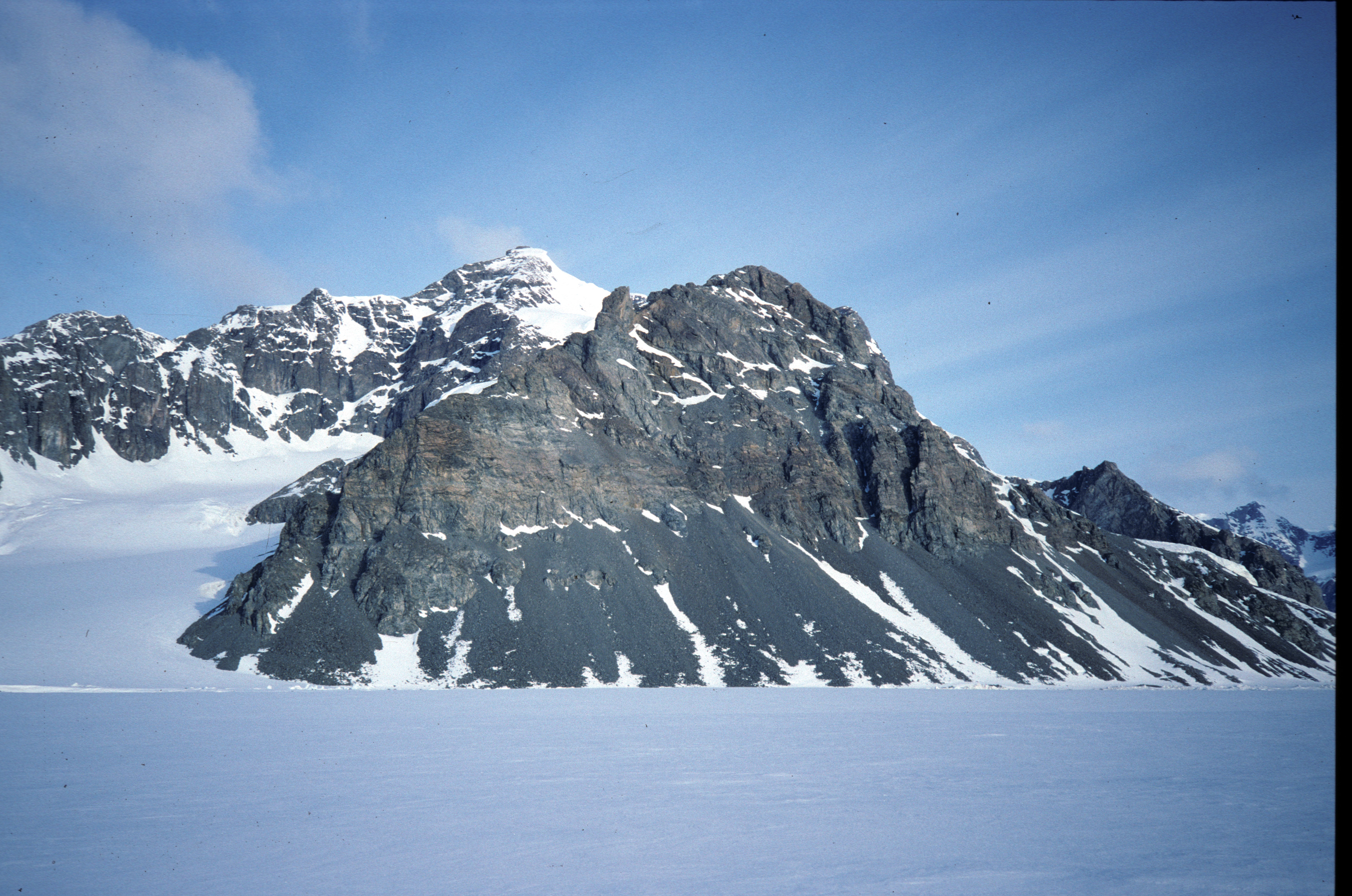

伯恩斯海崖（英語：Burns Bluff），是南極洲的海崖，位於帕爾默地西岸，處於內斯冰川以南，由英國南極名稱諮詢委員會命名，以該國研究隊的地球物理學家命名，現時由南極條約體系管理。